# 尼凯利诺
尼凯利诺（義大利語：Nichelino）是意大利皮埃蒙特大区都靈廣域市的一个市镇。总面积20.64平方公里，总人口49,009（2009年）。
著名景点有建于18世纪的斯杜皮尼吉狩猎行宫。